# Partecipanti alla Vuelta a España 2016
In questa voce sono riportati i corridori iscritti alla settantunesima edizione della Vuelta a España. I ciclisti partiti da Ourense Termal/Balneario de Laias sono stati 198; i corridori che hanno concluso la corsa, sul traguardo di Madrid, sono stati 159.

## Corridori per squadra
È riportato l'elenco dei corridori iscritti, il loro numero di gara e il loro risultato; sotto in legenda vengono riportati i dettagli dell'elenco. 
| Movistar Team                           | Movistar Team                           | Movistar Team                           | Team Giant-Alpecin                     | Team Giant-Alpecin                     | Team Giant-Alpecin                     | IAM Cycling                            | IAM Cycling                            | IAM Cycling                            |
| --------------------------------------- | --------------------------------------- | --------------------------------------- | -------------------------------------- | -------------------------------------- | -------------------------------------- | -------------------------------------- | -------------------------------------- | -------------------------------------- |
| 1                                       | Alejandro Valverde                      | 12º                                     | 81                                     | Warren Barguil                         | R 3ª                                   | 161                                    | Mathias Frank                          | 37º                                    |
| 2                                       | Jonathan Castroviejo                    | 36º                                     | 82                                     | Nikias Arndt                           | 159º                                   | 162                                    | Clément Chevrier                       | 41º                                    |
| 3                                       | Imanol Erviti                           | 84º                                     | 83                                     | Koen de Kort                           | 96º                                    | 163                                    | Dries Devenyns                         | 101º                                   |
| 4                                       | Rubén Fernández                         | 33º                                     | 84                                     | Johannes Fröhlinger                    | 87º                                    | 164                                    | Vegard Stake Laengen                   | 81º                                    |
| 5                                       | José Herrada                            | 91º                                     | 85                                     | Chad Haga                              | 76º                                    | 165                                    | Simon Pellaud                          | 105º                                   |
| 6                                       | Daniel Moreno                           | 8º                                      | 86                                     | Tobias Ludvigsson                      | 52º                                    | 166                                    | Vicente Reynés                         | R 4ª                                   |
| 7                                       | Nairo Quintana                          | 1º                                      | 87                                     | Sindre Lunke                           | 135º                                   | 167                                    | Jonas Van Genechten                    | 144º                                   |
| 8                                       | José Joaquín Rojas (Lin.)               | R 20ª                                   | 88                                     | Tom Stamsnijder                        | 131º                                   | 168                                    | Larry Warbasse                         | 49º                                    |
| 9                                       | Rory Sutherland                         | 130º                                    | 89                                     | Zico Waeytens                          | R 13ª                                  | 169                                    | Marcel Wyss                            | 21º                                    |
| Direttore sportivo: José Vicente García | Direttore sportivo: José Vicente García | Direttore sportivo: José Vicente García | Direttore sportivo: Luke Roberts       | Direttore sportivo: Luke Roberts       | Direttore sportivo: Luke Roberts       | Direttore sportivo: Mario Chiesa       | Direttore sportivo: Mario Chiesa       | Direttore sportivo: Mario Chiesa       |
| Tinkoff                                 | Tinkoff                                 | Tinkoff                                 | Trek-Segafredo                         | Trek-Segafredo                         | Trek-Segafredo                         | Lampre-Merida                          | Lampre-Merida                          | Lampre-Merida                          |
| 11                                      | Alberto Contador                        | 4º                                      | 91                                     | Haimar Zubeldia                        | 19º                                    | 171                                    | Louis Meintjes                         | 40º                                    |
| 12                                      | Daniele Bennati                         | 107º                                    | 92                                     | Fumiyuki Beppu                         | 120º                                   | 172                                    | Yukiya Arashiro                        | 106º                                   |
| 13                                      | Manuele Boaro                           | 147º                                    | 93                                     | Julien Bernard                         | 57º                                    | 173                                    | Mattia Cattaneo                        | 102º                                   |
| 14                                      | Michael Gogl                            | 68º                                     | 94                                     | Niccolò Bonifazio                      | R 7ª                                   | 174                                    | Valerio Conti                          | 66º                                    |
| 15                                      | Jesús Hernández                         | 43º                                     | 95                                     | Laurent Didier                         | 104º                                   | 175                                    | Kristijan Đurasek                      | 67º                                    |
| 16                                      | Robert Kišerlovski                      | NP 6ª                                   | 96                                     | Fabio Felline                          | 25º                                    | 176                                    | Mário Costa                            | R 17ª                                  |
| 17                                      | Sérgio Paulinho                         | 115º                                    | 97                                     | Markel Irizar                          | R 10ª                                  | 177                                    | Tsgabu Grmay                           | 62º                                    |
| 18                                      | Ivan Rovnyj                             | 99º                                     | 98                                     | Kiel Reijnen                           | 132º                                   | 178                                    | Il'ja Koševoj                          | 151º                                   |
| 19                                      | Jurij Trofimov                          | 35º                                     | 99                                     | Riccardo Zoidl                         | 58º                                    | 179                                    | Federico Zurlo                         | R 4ª                                   |
| Direttore sportivo: Steven De Jongh     | Direttore sportivo: Steven De Jongh     | Direttore sportivo: Steven De Jongh     | Direttore sportivo: Adriano Baffi      | Direttore sportivo: Adriano Baffi      | Direttore sportivo: Adriano Baffi      | Direttore sportivo: Bruno Vicino       | Direttore sportivo: Bruno Vicino       | Direttore sportivo: Bruno Vicino       |
| Team Sky                                | Team Sky                                | Team Sky                                | AG2R La Mondiale                       | AG2R La Mondiale                       | AG2R La Mondiale                       | Cofidis                                | Cofidis                                | Cofidis                                |
| 21                                      | Chris Froome                            | 2º                                      | 101                                    | Jean-Christophe Péraud                 | 13º                                    | 181                                    | Luis Ángel Maté                        | 22º                                    |
| 22                                      | Ian Boswell                             | 80º                                     | 102                                    | Gediminas Bagdonas                     | 134º                                   | 182                                    | Yoann Bagot                            | R 9ª                                   |
| 23                                      | Michał Gołaś                            | 118º                                    | 103                                    | Jan Bakelants                          | 17º                                    | 183                                    | Loïc Chetout                           | 138º                                   |
| 24                                      | Peter Kennaugh                          | 42º                                     | 104                                    | François Bidard                        | 94º                                    | 184                                    | Jérôme Cousin                          | 129º                                   |
| 25                                      | Christian Knees                         | 124º                                    | 105                                    | Axel Domont                            | 48º                                    | 185                                    | Romain Hardy                           | 27º                                    |
| 26                                      | Leopold König                           | 29º                                     | 106                                    | Quentin Jauregui                       | 95º                                    | 186                                    | Rudy Molard                            | 30º                                    |
| 27                                      | Michał Kwiatkowski                      | R 7ª                                    | 107                                    | Pierre Latour                          | 28º                                    | 187                                    | Stéphane Rossetto                      | 61º                                    |
| 28                                      | David López García                      | 60º                                     | 108                                    | Sébastien Minard                       | NP 6ª                                  | 188                                    | Florian Sénéchal                       | R 12ª                                  |
| 29                                      | Salvatore Puccio                        | 121º                                    | 109                                    | Christophe Riblon                      | 153º                                   | 189                                    | Kenneth Vanbilsen                      | R 14ª                                  |
| Direttore sportivo: Dario Cioni         | Direttore sportivo: Dario Cioni         | Direttore sportivo: Dario Cioni         | Direttore sportivo: Julien Jurdie      | Direttore sportivo: Julien Jurdie      | Direttore sportivo: Julien Jurdie      | Direttore sportivo: Jean-Luc Jonrond   | Direttore sportivo: Jean-Luc Jonrond   | Direttore sportivo: Jean-Luc Jonrond   |
| BMC Racing Team                         | BMC Racing Team                         | BMC Racing Team                         | Team Katusha                           | Team Katusha                           | Team Katusha                           | Bora-Argon 18                          | Bora-Argon 18                          | Bora-Argon 18                          |
| 31                                      | Tejay van Garderen                      | R 17ª                                   | 111                                    | Alberto Losada                         | 59º                                    | 191                                    | José Mendes (Lin.)                     | 54º                                    |
| 32                                      | Darwin Atapuma                          | 32º                                     | 112                                    | Sven Erik Bystrøm                      | 141º                                   | 192                                    | Cesare Benedetti                       | 93º                                    |
| 33                                      | Silvan Dillier                          | 79º                                     | 113                                    | Pavel Kočetkov (Lin.)                  | 39º                                    | 193                                    | Silvio Herklotz                        | NP 11ª                                 |
| 34                                      | Jean-Pierre Drucker                     | 142º                                    | 114                                    | Sergej Lagutin                         | 71º                                    | 194                                    | Bartosz Huzarski                       | R 10ª                                  |
| 35                                      | Philippe Gilbert (Lin.)                 | R 14ª                                   | 115                                    | Matvej Mamykin                         | 24°                                    | 195                                    | Gregor Mühlberger                      | 114º                                   |
| 36                                      | Ben Hermans                             | 14º                                     | 116                                    | Tiago Machado                          | 85º                                    | 196                                    | Christoph Pfingsten                    | 75º                                    |
| 37                                      | Samuel Sánchez                          | NP 20ª                                  | 117                                    | Jhonatan Restrepo                      | 128º                                   | 197                                    | Michael Schwarzmann                    | 157º                                   |
| 38                                      | Dylan Teuns                             | 100º                                    | 118                                    | Egor Silin                             | 15º                                    | 198                                    | Rüdiger Selig                          | 156º                                   |
| 39                                      | Danilo Wyss                             | 44º                                     | 119                                    | Rein Taaramäe                          | R 7ª                                   | 199                                    | Scott Thwaites                         | 116º                                   |
| Direttore sportivo: Valerio Piva        | Direttore sportivo: Valerio Piva        | Direttore sportivo: Valerio Piva        | Direttore sportivo: José Azevedo       | Direttore sportivo: José Azevedo       | Direttore sportivo: José Azevedo       | Direttore sportivo:                    | Direttore sportivo:                    | Direttore sportivo:                    |
| Team Lotto NL-Jumbo                     | Team Lotto NL-Jumbo                     | Team Lotto NL-Jumbo                     | Lotto-Soudal                           | Lotto-Soudal                           | Lotto-Soudal                           | Caja Rural-Seguros RGA                 | Caja Rural-Seguros RGA                 | Caja Rural-Seguros RGA                 |
| 41                                      | Steven Kruijswijk                       | NP 6ª                                   | 121                                    | Bart De Clercq                         | 53º                                    | 201                                    | David Arroyo                           | 122º                                   |
| 42                                      | Enrico Battaglin                        | R 9ª                                    | 122                                    | Sander Armée                           | 90º                                    | 202                                    | Peio Bilbao                            | 78º                                    |
| 43                                      | George Bennett                          | 10º                                     | 123                                    | Thomas De Gendt                        | 65º                                    | 203                                    | Hugh Carthy                            | 125º                                   |
| 44                                      | Koen Bouwman                            | 123º                                    | 124                                    | Gert Dockx                             | 126º                                   | 204                                    | José Gonçalves                         | R 11ª                                  |
| 45                                      | Victor Campenaerts                      | 143º                                    | 125                                    | Adam Hansen                            | 110º                                   | 205                                    | Ángel Madrazo                          | R 14ª                                  |
| 46                                      | Robert Gesink                           | 34º                                     | 126                                    | Maxime Monfort                         | 16º                                    | 206                                    | Lluís Mas                              | NP 5ª                                  |
| 47                                      | Martijn Keizer                          | 137º                                    | 127                                    | Tosh Van Der Sande                     | 109º                                   | 207                                    | Sergio Pardilla                        | 18º                                    |
| 48                                      | Bram Tankink                            | 103º                                    | 128                                    | Louis Vervaeke                         | 89º                                    | 208                                    | Eduard Prades                          | 127º                                   |
| 49                                      | Jos van Emden                           | NP 17ª                                  | 129                                    | Jelle Wallays                          | 92º                                    | 209                                    | Jaime Rosón                            | 73º                                    |
| Direttore sportivo:                     | Direttore sportivo:                     | Direttore sportivo:                     | Direttore sportivo: Mario Aerts        | Direttore sportivo: Mario Aerts        | Direttore sportivo: Mario Aerts        | Direttore sportivo: Eugenio Goikoetxea | Direttore sportivo: Eugenio Goikoetxea | Direttore sportivo: Eugenio Goikoetxea |
| Orica-BikeExchange                      | Orica-BikeExchange                      | Orica-BikeExchange                      | Etixx-Quick Step                       | Etixx-Quick Step                       | Etixx-Quick Step                       | Direct Énergie                         | Direct Énergie                         | Direct Énergie                         |
| 51                                      | Esteban Chaves                          | 3º                                      | 131                                    | Gianluca Brambilla                     | 23º                                    | 211                                    | Romain Sicard                          | 55º                                    |
| 52                                      | Sam Bewley                              | 140º                                    | 132                                    | Maxime Bouet                           | 47º                                    | 212                                    | Ryan Anderson                          | 136º                                   |
| 53                                      | Simon Gerrans                           | 86º                                     | 133                                    | David de la Cruz                       | 7º                                     | 213                                    | Lilian Calmejane                       | 70º                                    |
| 54                                      | Jack Haig                               | 117º                                    | 134                                    | Yves Lampaert                          | 113º                                   | 214                                    | Romain Cardis                          | 148º                                   |
| 55                                      | Damien Howson                           | 45º                                     | 135                                    | Gianni Meersman                        | 111º                                   | 215                                    | Tony Hurel                             | R 9ª                                   |
| 56                                      | Jens Keukeleire                         | 64º                                     | 136                                    | Pieter Serry                           | 112º                                   | 216                                    | Fabrice Jeandesboz                     | R 12ª                                  |
| 57                                      | Magnus Cort Nielsen                     | 133º                                    | 137                                    | Zdeněk Štybar                          | 63º                                    | 217                                    | Julien Morice                          | 150º                                   |
| 58                                      | Svein Tuft                              | 158º                                    | 138                                    | Niki Terpstra                          | 139º                                   | 218                                    | Bryan Nauleau                          | 149º                                   |
| 59                                      | Simon Yates                             | 6º                                      | 139                                    | Martin Velits                          | 152º                                   | 219                                    | Perrig Quéméneur                       | 74º                                    |
| Direttore sportivo: Neil Stephens       | Direttore sportivo: Neil Stephens       | Direttore sportivo: Neil Stephens       | Direttore sportivo: Rik Van Slycke     | Direttore sportivo: Rik Van Slycke     | Direttore sportivo: Rik Van Slycke     | Direttore sportivo: Dominique Arnold   | Direttore sportivo: Dominique Arnold   | Direttore sportivo: Dominique Arnold   |
| Astana                                  | Astana                                  | Astana                                  | Cannondale-Drapac                      | Cannondale-Drapac                      | Cannondale-Drapac                      |                                        |                                        |                                        |
| 61                                      | Michele Scarponi                        | 11º                                     | 141                                    | Andrew Talansky                        | 5º                                     |                                        |                                        |                                        |
| 62                                      | Dario Cataldo                           | 51º                                     | 142                                    | Patrick Bevin                          | R 11ª                                  |                                        |                                        |                                        |
| 63                                      | Dmitrij Gruzdev                         | 119º                                    | 143                                    | Simon Clarke                           | NP 11ª                                 |                                        |                                        |                                        |
| 64                                      | Miguel Ángel López                      | R 6ª                                    | 144                                    | Joseph Dombrowski                      | 88º                                    |                                        |                                        |                                        |
| 65                                      | Davide Malacarne                        | R 14ª                                   | 145                                    | Davide Formolo                         | 9º                                     |                                        |                                        |                                        |
| 66                                      | Luis León Sánchez                       | 26º                                     | 146                                    | Benjamin King                          | 46º                                    |                                        |                                        |                                        |
| 67                                      | Gatis Smukulis (Lin. e Cr.)             | 83º                                     | 147                                    | Moreno Moser                           | 72º                                    |                                        |                                        |                                        |
| 68                                      | Alessandro Vanotti                      | 97º                                     | 148                                    | Pierre Rolland                         | 50º                                    |                                        |                                        |                                        |
| 69                                      | Andrej Zejc                             | 31º                                     | 149                                    | Davide Villella                        | 56º                                    |                                        |                                        |                                        |
| Direttore sportivo: Aleksandr Šefer     | Direttore sportivo: Aleksandr Šefer     | Direttore sportivo: Aleksandr Šefer     | Direttore sportivo: Juan Manuel Gárate | Direttore sportivo: Juan Manuel Gárate | Direttore sportivo: Juan Manuel Gárate |                                        |                                        |                                        |
| FDJ                                     | FDJ                                     | FDJ                                     | Team Dimension Data                    | Team Dimension Data                    | Team Dimension Data                    |                                        |                                        |                                        |
| 71                                      | Kenny Elissonde                         | 20º                                     | 151                                    | Igor Antón                             | NP 9ª                                  |                                        |                                        |                                        |
| 72                                      | Odd Christian Eiking                    | 77º                                     | 152                                    | Nicholas Dougall                       | 154º                                   |                                        |                                        |                                        |
| 73                                      | Murilo Fischer                          | R 5ª                                    | 153                                    | Tyler Farrar                           | 155º                                   |                                        |                                        |                                        |
| 74                                      | Alexandre Geniez                        | 108º                                    | 154                                    | Omar Fraile                            | 69º                                    |                                        |                                        |                                        |
| 75                                      | Matthieu Ladagnous                      | 98º                                     | 155                                    | Nathan Haas                            | FTM 12ª                                |                                        |                                        |                                        |
| 76                                      | Johan Le Bon                            | R 14ª                                   | 156                                    | Jacques Janse van Rensburg             | NP 15ª                                 |                                        |                                        |                                        |
| 77                                      | Lorenzo Manzin                          | 149º                                    | 157                                    | Merhawi Kudus                          | 38º                                    |                                        |                                        |                                        |
| 78                                      | Laurent Pichon                          | R 11ª                                   | 158                                    | Kristian Sbaragli                      | 82º                                    |                                        |                                        |                                        |
| 79                                      | Kévin Réza                              | R 10ª                                   | 159                                    | Jacobus Venter (Lin.)                  | 145º                                   |                                        |                                        |                                        |
| Direttore sportivo: Frank Pineau        | Direttore sportivo: Frank Pineau        | Direttore sportivo: Frank Pineau        | Direttore sportivo: Jens Zemke         | Direttore sportivo: Jens Zemke         | Direttore sportivo: Jens Zemke         |                                        |                                        |                                        |

### Legenda
| Legenda      | Legenda | Legenda               | Legenda                                                  |
| ------------ | --- | --------------------- | -------------------------------------------------------- |
| Dorsale      | Dorsale di partenza del ciclista | Posizione             | Posizione finale nella classifica generale               |
| Maglia rossa | Indica il vincitore della classifica generale                                                                                        | Maglia bianco-azzurra | Indica il vincitore della classifica dei GPM             |
| Maglia verde | Indica il vincitore della classifica a punti                                                                                         | Maglia bianca         | Indica il vincitore della classifica combinata           |
| NP           | Indica un ciclista che non è ripartito in una tappa                                                                                  | R                     | Indica un ciclista che si è ritirato in una tappa        |
| FTM          | Indica un ciclista che ha concluso una tappa fuori tempo, ossia ha impiegato più tempo rispetto a quanto stabilito dal tempo massimo | EX                    | Corridore escluso per non aver rispettato il regolamento |

## Corridori per nazionalità
| Numero ciclisti | Nazione                                                                                            |
| --------------- | -------------------------------------------------------------------------------------------------- |
| 34              | Francia                                                                                            |
| 27              | Spagna                                                                                             |
| 21              | Belgio                                                                                             |
| 19              | Italia                                                                                             |
| 9               | Paesi Bassi, Stati Uniti                                                                           |
| 7               | Australia, Germania                                                                                |
| 6               | Russia                                                                                             |
| 5               | Colombia, Portogallo, Gran Bretagna, Svizzera                                                      |
| 4               | Norvegia, Sudafrica                                                                                |
| 3               | Nuova Zelanda, Austria, Polonia                                                                    |
| 2               | Canada, Giappone, Kazakistan, Croazia, Lussemburgo, Rep. Ceca                                      |
| 1               | Brasile, Danimarca, Eritrea, Estonia, Etiopia, Lettonia, Lituania, Slovacchia, Bielorussia, Svezia |